# 向小島城
向小島城（むかいこじまじょう）は、岐阜県飛騨市にあった日本の城（山城）。別名信包城。国の史跡に指定されている（史跡「姉小路氏城跡」のうち）。姉小路家向氏の本城。

## 概要・歴史
戦国時代の永正から天文の間の築城とされている。築城者は姉小路氏の姉小路家綱の子・藤原師信とする説がある。
享禄3年から同4年（1530年-1531年）頃、姉小路氏は三木氏に敗れ、当城も三木氏に押さえられていたと考えられている
後見役である牛丸氏の謀反により向宣政は窮地を脱し、佐竹氏へ仕え、後に向宣政は姉小路頼綱の次女を妻とした。八日町の戦い後、牛丸氏は討伐され、姉小路氏の城となる。
飛騨征伐後は金森氏の城となるも一国一城令により廃城となった。
1959年（昭和34年）11月16日に岐阜県指定史跡に指定され、2024年（令和6年）2月21日に国の史跡に指定された（史跡「姉小路氏城跡」のうち）。

## 城郭
櫓台、虎口、土塁、郭、堀、畝状空堀群、発掘調査では石積等が残る。